# 食変光星

アルゴル型食変光星の変光の原理（動画）。実際は、青白い主星の方が、赤色がかった伴星より半径が小さい場合がほとんどである。

食変光星（しょくへんこうせい）(eclipsing variable (star))とは、共通重心の周りを回る2つの星が互いの光を覆い隠し合うことによって、見かけの明るさ（2星の合成光度）が変わるタイプの変光星である。そのため、食変光星は必ず連星系を形成している。また、地球から見てこの連星系が食変光星に見えるためには、2つの星の軌道面が、地球と連星系とを結んだ直線を含む平面の近くに存在する必要がある。一般的に、恒星自身の明るさは変わらず、規則的に変光するのが特徴である（ただし、後述するカシオペヤ座RZ星のように、連星系の一方が脈動変光星の場合はこの限りではない）。なお、「食変光星」は変光星としての分類であり、連星の分類として食連星（しょくれんせい）(eclipsing binary)と呼ばれることもある。

## 食変光星の分類
1981年までに変光星総合カタログ (GCVS) に登録された2万8435個の変光星のうち、食変光星は5022個 (18%) を占めていた。食変光星内部での分類には、
- 光度曲線による分類
- ロッシュ・ローブと星の相対的な大きさによるコパールの分類
- 連星系を構成する星の特徴による分類

の3つの方法を多元的に組み合わせたものが使われている。

### 光度曲線による分類

こと座β型の食変光星。潮汐力により恒星が歪められているため、食外も光度が一定しない。画像では青い星の周囲に降着円盤が描かれている。

EA、EB、EP、EWの4つに分類される。
- アルゴル型 (EA)

食のとき以外は大きな光度変化が起こらない型で、平常光度ははっきりしているのが特徴。この型の連星系は、星同士が比較的離れている。
- こと座β型 (EB)

星の表面の明るさが一定ではなく、アルゴル型のような平常光度は存在しない。連星がかなり接近しているため潮汐力によって星の形が楕円になっていることや、片方の星がもう片方の星を照らす反射効果が起こることがその理由である。このタイプの変光星を Lyrid ともいう。
- (EP)

惑星によって食が起こる。ペガスス座V376星をプロトタイプとする。
- おおぐま座W型 (EW)

同じくらいの大きさの星による接触した連星系で、星は完全に楕円形になっていて共通の大気を持っている。主極小と副極小の差が小さく、滑らかに光度変化をし、食と食外の区別がはっきりしない。また、短周期（1日以下）の星が多い型である。

### ロッシュ・ローブと星の相対的な大きさによるコパールの分類
分離型（D）、半分離型（SD）、接触型（K）の3つに分類される。分離型と接触型はさらに構成する星の特徴によって細分類される。
分離型 (D)
連星を構成する2つの恒星が、いずれもロッシュ・ローブの内側に存在するもの。そのうち連星を構成する恒星が双方とも主系列星のものをDM型と、連星を構成する恒星の片方が主系列星でもう一方が準巨星のものをDS型と、連星を構成する恒星が双方とも準巨星のものをAR型と細分類し、DM型の中でも特に成分星の物理的性質が後述するKW型に似ているが接触系ではないものをDW型と細分類する。
半分離型 (SD)
連星を構成する恒星の片方がロッシュ・ローブを満たしており、もう一方は満たしていないもの。
接触型 (K)
連星を構成する恒星が双方ともロッシュ・ローブを満たしているもの。そのうち連星を構成する恒星のスペクトル型がA型より高温のものをKE型と、連星を構成する恒星のスペクトル型がF型より低温のものをKW型と細分類する。

### 連星系を構成する星の特徴による分類
特徴的な組み合わせのみが型として設定されている。
GS
1つまたは両方の成分星が巨星・輝巨星または超巨星の型。
PN
成分星に惑星状星雲の中心星を含む型。
RS
回転変光星のRS型のうち食変光が見られる型。食外で正弦曲線のような光度変化があり、その原因が成分星の黒点活動によるものである。
WD
成分星に白色矮星を含む型。
WR
成分星にウォルフ・ライエ星を含む型。
N
新星のうち食変光が見られる型。
UG
矮新星のうち食変光が見られる型。

## 主な食変光星
- アルゴル（ペルセウス座β星） -- 2.867日の周期で2.12等～3.39等の範囲を変光する。
- こと座β星 -- 12.9075日の周期で3.4～4.6等の範囲を変光する。
- カシオペヤ座RZ星 -- 1.195日の周期で6.18等～7.72等の範囲を変光する。主星は脈動変光星でもある。
- ぎょしゃ座ε星 -- 約9,892日（27.1年）の周期で3.0等～3.8等の範囲を変光する。